# Leopoldo Calvo-Sotelo
Leopoldo Calvo-Sotelo y Bustelo, född 14 april 1926 i Madrid, död 3 maj 2008 i Pozuelo de Alarcón, regionen Madrid, var en spansk politiker och landets premiärminister 1981-1982.